# Атентат при Ангиста
Атентатът при Ангиста е диверсионен акт на Вътрешната македоно-одринска революционна организация, извършен на 18 срещу 19 март 1903 година под ръководството на Гоце Делчев.
След съвещанието с четите от Серски революционен окръг, състояло се в пещерата Капе в планината Али ботуш през първите дни на февруари 1903 година, Делчев прекара известно време в Демирхисарско, за да изучи условията за динамитни атентати по железопътната линия. Към средата на март той със своята чета навлиза в Драмско и пристъпва към извършване на планирания атентат. Разрушени са железопътен мост на река Ангиста и тунел, прекъснати са телеграфните връзки по линията Дедеагач - Солун.
Динамитът за атентата е пренесен от Рилския манастир на 5 януари 1903 година от група, начело със Симеон Попконстантинов.
Тази акция е първият опит да се внесе нов анархотерористичен елемент в тактиката на ВМОРО, като целта е да се засегнат инвестициите на западните държави в Османската империя, а чрез тях да предизвика интереса им към резрешаване на Македонския въпрос.
Делчев в писмо до Пейо Яворов од 25 март пише:
| „ | Брате П., Разрушихме при Анжиста железнопътния мост и близкия при него тунел; скъсахме на едно место релсите и на две места телеграфните жици. Всичко се извърши тъй сполучливо че и най-добрия военен инженер би ни завидел. От страна на турците и досега нема никакви движения. Като пишеш в вестника по извършеното, недей го отдава на чета, ами на оная сила изобщо, която се намира из целата страна под името Тайна революционна организация. | “ |